# Насирабад (округ)
Насираба́д (урду ضلع نصیر آباد‎, англ. Nasirabad District) — один из 30 округов пакистанской провинции Белуджистан.

## География
Площадь округа — 3 387 км². На севере граничит с округом Болан, на западе — с округом Джхал-Магси, на юге — с округом Джафарабад, на востоке — с округом Дера-Бугти.

## Административно-территориальное деление
Округ делится на четыре техсила: Баба-Кот, Чаттар, Дера-Мурад-Джамали и Тамбу.

## Население
По данным переписи 1998 года, население округа составляло 245 894 человека, из которых мужчины составляли 52,63 %, женщины — соответственно 47,37 %. Уровень грамотности населения (от 10 лет и старше) составлял 12,7 %. Уровень урбанизации — 15,63 %.